# Axinopsida cordata
Axinopsida cordata är en musselart som först beskrevs av Addison Emery Verrill och Katharine Jeanette Bush 1898.  Axinopsida cordata ingår i släktet Axinopsida och familjen Thyasiridae. Inga underarter finns listade i Catalogue of Life.